# SIG Sauer P938
SIG Sauer P938 — компактний пістолет одинарної дії, який був представлений американським відділом швейцарсько-німецькою компанії SIG Sauer в 2012 році на збройовій виставці в Лас-Вегасі SHOT show.
SIG Sauer P938 входить в сім'ю пістолетів, які побудовані за схемою легендарного Colt M1911 (по суті конструкція пістолета є зменшеною копією M1911). Проте компанія SIG Sauer не зрадила своїм традиціям — пістолет відрізняється своєю якістю, надійністю і точністю, як і найкращі представники фірми (наприклад, SIG Sauer P226).

## Конструкція
У рамку рукоятки вставляються магазин, спускова скоба, курок і рукоятковий механізм запобіжника (кнопкового), що блокує курок, не даючи йому рухатися доти, доки рукоятка повністю не обхоплена рукою. Ствол з'єднаний з рамкою пістолета за допомогою сережки, що качається, розташованої під казенною частиною ствола і забезпечує замикання і відмикання ствола. Ударно-спусковий механізм курковий, одинарної дії. Бойова пружина кручена циліндрична, розташована в рукоятці позаду магазина, зусилля на курок передається через тягу. Ударник підпружинено для запобігання випадкових пострілів. Спуск рухається повздовж в пазах рамки пістолета. Рамка пістолета SIG Sauer P238 виконана з алюмінію, в той самий час затвор — з нержавіючої сталі.

## Варіанти
Пістолет SIG Sauer P938 має багато модифікацій, які, в основному, відрізняються лише дизайном чи декількома специфічними аксесуарами:
- SIG Sauer P938 Blackwood
- SIG Sauer P938 Extreme
- SIG Sauer P938 Rosewood
- SIG Sauer P938 Equinox
- SIG Sauer P938 BRG
- SIG Sauer P938 Nightmare
- SIG Sauer P938 AG
- SIG Sauer P938 SAS
- SIG Sauer P938 Scorpion
- SIG Sauer P938 .22 LR Rosewood
- SIG Sauer P938 .22 LR Rosewood Target
- SIG Sauer P938 .22 LR TB
- SIG Sauer P938 Nitron
- SIG Sauer P938 Scorpion TB
- SIG Sauer P938 Engraved Rosewood
- SIG Sauer P938 Edge